# Montmorency (Val-d'Oise)
Montmorency é uma comuna francesa na região administrativa da Ilha-de-França, no departamento do Val-d'Oise. Situada a 13 quilômetros de Paris, a comuna se estende em 5 km. A população de Montmorency é em 2012 de cerca de vinte e um mil, chamados de Montmorencéens.

## História
Construída em um terreno acidentado, no final de um afloramento rochoso constituindo um local estratégico ocupado desde o século IX, Montmorency tornou-se a partir do século XVII, uma estância apreciada que tem atraído muitas celebridades. Ao mesmo tempo, se desenvolve em Montmorency a cultura de um tipo particular de cerejas, pequenas frutas de gosto azedo conhecidas com o nome de cerejas de Montmorency, que Madame de Sévigné tornou célebres através de suas letras. A estadia de Jean-Jacques Rousseau de abril de 1756 a junho de 1762 teve um impacto duradouro na cidade e fez dela um local de peregrinação literária. Antigo reduto da família de Montmorency, uma das famílias mais antigas e ilustres da aristocracia francesa do Antigo Regime, a cidade conserva hoje um caráter residencial marcado pela distância dos grandes eixos de comunicação, com o seu núcleo da vila rodeada pelo moradias e casas de luxo e a ausência de conjuntos industriais ou comerciais de importância.